# موتور إمان الله نارويي
موتور إمان الله نارويي (بالإنجليزية: Mowtowr-e Emam Allah Naruyi)‏ هي منطقة سكنية تقع في سيستان وبلوتشستان في إيران.